# قتل‌عام ۱۹۲۹ الخلیل
قتل‌عام ۱۹۲۹ الخلیل (انگلیسی: 1929 Hebron massacre) قتل شصت و هفت یا شصت و نه یهودی در ۲۴ اوت ۱۹۲۹ در الخلیل، فلسطین تحت قیمومیت، بود. این رویداد همچنین ده‌ها زخمی یا معلول جدی بر جای گذاشت. خانه‌های یهودیان غارت و کنیسه‌ها غارت شدند.
این قتل عام توسط اعرابی انجام شد که با شایعاتی مبنی بر اینکه یهودیان قصد دارند کنترل کوه معبد در اورشلیم را به دست بگیرند، به خشونت تحریک شده بودند. برخی از ۴۳۵ یهودی الخلیل که زنده ماندند، توسط خانواده‌های عرب محلی پنهان شدند، اگرچه میزان این پدیده مورد بحث است. اندکی پس از آن، تمام یهودیان الخلیل توسط مقامات بریتانیایی تخلیه شدند. بسیاری در سال ۱۹۳۱ بازگشتند، اما تقریباً همه آنها با شروع شورش اعراب در فلسطین در سال‌های ۱۹۳۶-۱۹۳۹ تخلیه شدند. این قتل عام بخشی از شورش‌های فلسطین در سال ۱۹۲۹ بود که در آن در مجموع ۱۳۳ یهودی و ۱۱۰ عرب کشته شدند که بیشتر آنها توسط نیروهای امنیتی بریتانیا کشته شدند و به حضور چند صد ساله یهودیان در الخلیل پایان داد.
این قتل عام، همراه با قتل یهودیان در صفد، جوامع یهودی در فلسطین و سراسر جهان را شوکه کرد. این قتل عام منجر به سازماندهی مجدد و توسعه سازمان شبه نظامی یهودی، هگانا، شد که بعداً به هسته اصلی نیروهای دفاعی اسرائیل تبدیل شد.